# 横浜海洋科学博物館
横浜海洋科学博物館（よこはまかいようかがくはくぶつかん）は、かつて神奈川県横浜市中区山下町に所在した海事博物館。1961年に横浜マリンタワー内にて開館し、約27年半の公開期間ののち、横浜みなとみらい21の横浜マリタイムミュージアム（2009年に横浜みなと博物館に改称）に役割を譲る形で、1988年9月30日に閉館した。

## 歴史

### 開館の経緯
第二次世界大戦が終わってしばらく経った1950年代、横浜市への観光客は戻りつつあったが、市内の公園や戦災による焼け跡には占領軍のカマボコ兵舎が立ち並び、船と港しか見るものがない有様であった。山下公園も1959年6月まで在日米軍に接収されており、訪れる人々はポートサービスの通船か、1952年に接収が解除された大桟橋から港を見学したが、大桟橋の上屋には多くの見学者が集まり、しばしば港湾作業に支障をきたすこともあった。また、当時の日本には海運や船舶、港湾について学び、親しみを深める教育施設や文化施設は少なく、神戸商船大学海事資料館（神戸市東灘区、1958年5月開館）北海道大学水産資料館（函館市、1958年7月開館）、東京水産大学資料館（東京都港区、1959年11月公開開始）の資料館がある程度であった。1957年のシルクホテル発起人会の場で、港湾運送事業者で構成する横浜エゼント会の会長であった串田可一は、神奈川県知事の内山岩太郎と横浜市長の平沼亮三に海洋博物館の建設を提案した。即答は得られなかったが賛同者を得て、1958年の横浜港開港100周年を機に具体化されていく。山下公園から通りを1本隔てた山下町14・15番地の約1,100坪に、高さ100mあまりの展望塔と海洋博物館、無料休憩所からなる「海洋文化センター」を建設し、展望塔は民間企業、博物館は財団法人、休憩所は市が運営する計画が建てられた。1958年9月9日、展望塔の運営母体となる横浜展望塔株式会社（以降、法人については横浜展望塔と記す）の創立発起人会が開かれ、10月に登記を完了した。博物館の開設準備も進められ、同年10月14日の関係者間の打ち合わせで、財団法人による独立採算制や展望塔との共通入館券の導入、博物館の性格を海洋科学博物館とするなど具体的な方針が定められた。1959年3月30日、神奈川県知事の内山岩太郎や横浜市長代理の助役田中省吾、横浜商工会議所会頭の半井清、第三管区海上保安本部本部長、神奈川新聞社事業部長、横浜港運協会会長をはじめとする22名を発起人として財団法人横浜海洋科学博物館設立発起人会が海洋会館で開かれ、寄付行為や、田中省吾を設立発起人代表とする旨などが決定した。
建設予定地の1,111坪は昭和電工の所有であり、近隣の日本郵船およびドイツ連邦共和国所有地との間で換地を行って日本郵船491坪、横浜市565坪、昭和電工55坪の所有とした。横浜展望塔が日本郵船と昭和電工の所有地を買い取り、市所有分は賃借することとした。1959年4月2日に地鎮祭を挙行、同年12月8日に着工した。構造上、タワー部分との分離発注ができないため横浜展望塔が一括して清水建設（タワーの鉄骨組立は石川島播磨重工業）と工事契約し、1960年1月11日に博物館が横浜展望塔に3000万円で工事を委託した。このうち2500万円は市の保証により銀行から借り入れ、500万円は横浜展望塔からの寄付金で賄われた。1961年1月10日の理事会で、入館料を大人20円、中高生15円、小人（小学生・幼稚園児）10円（30人以上の団体はそれぞれ16円・12円・8円）、タワーとの共通券を大人100円、中高生80円、小人50円とする旨、開館時間は原則として午前9時から午後5時までとするがなるべくタワーの営業時間と同一とする旨が決められた。同年1月14日に竣工式が開かれ、市・県や港湾・海運関係の招待客2,500人に、前日まで整備が続けられた館内が公開された。翌1月15日、横浜マリンタワーのオープンと同日から一般公開が始まり、初日は5,758人（大人1,998人、中高生830人、小人2,930人）の入館者で終日にぎわった。

### 開館期間中の出来事
1961年7月2日に「横浜海洋科学博物館友の会」が発足した。年会費100円で、会員証のバッジと「博物館しんぶん」を受け取ることができ、会員証の提示で入館することができた。毎月第一日曜日には例会が開かれ、映画会や講演会、見学会などが実施された。1961年度の会員数は196人で、小学生が7割以上を占めた。1962年1月24日には神奈川県教育委員会より、博物館法第2条に基づく登録博物館の資格を取得した。
1961年度には年間入館者数79万人を記録したが、その後は漸減傾向をたどり、1965年度には50万人ほどまで減少して独立採算が困難となった。建築費の借入金の支払いは困難になり、1965年には市からの借り入れを行った。この借入金は、1971年度に市の補助金として精算された。敷地所有者である横浜展望塔および市との間で土地賃貸借契約を結んであるが、横浜市分の借地料はは1962年度、横浜展望塔分は1970年度より免除されている。1968年には、入館料の値上げが行われた。開館時の職員は館長・次長各1名、事務員5名、嘱託3名で、その年の4月までに学芸員3名、事務員・嘱託各1名が増員され15名体制となったが、1967年度までに館長・事務局長・学芸員各1名、事務員3名、嘱託2名の各8名となった。開館準備から博物館活動に尽力した館長の関谷健哉は、1970年より病気療養のため顧問に退いた。学芸員の減少に伴い、毎月のように行われていた友の会の活動は縮小。会員層も、小中学生から高校生中心となっていった。熱心な会員らによる自主的な活動も行われたが、1971年4月の貨物船見学会をもって友の会の活動は実質的に終了。翌年3月25日で友の会は解散し、「博物館しんぶん」も176号で終刊となった。この頃には、博物館が赤字で閉館の危機にあると新聞で報じられるようになった。実際には収入源で展示替えは困難であったものの赤字は出ておらず、所管の横浜市経済局も閉館は検討していなかったが、この報道は市民の関心を集めた。学芸員の働きかけで、柳原良平をはじめとする文化人や海事関係者による支援の動きが生まれる。1977年1月28日、柳原を代表理事として「横浜市民と港を結びつける会」が発足。同年4月に、850人の会員で始動した。同じ頃、霜の害で外壁のタイルが剥落する事象が発生。早急な修理を要するため、市に補助金を申請した。柳原らによる博物館支援の動きもあり、1977年度からは独立採算制を維持しつつも市から人件費を含めた補助金が交付された。
1978年からは、展示のテーマを海洋全般から船舶と港湾中心へと転換が進められる。海洋・気象部門の展示を終了し、水産・漁業の展示を縮小。捕鯨に関する展示を撤収した。これに代えて、開館以降の造船・海運の変遷を反映して、1981年度にコンテナ船「きゃんべら丸」と重量物運搬船「若菊丸」、1982年度には自動車運搬船「横浜丸」、ばら積み貨物船「昭豪丸」の船舶模型と横浜港をモデルにした「港で働く船」のパノラマ模型を導入した。

### 発展的閉館に向けて
1983年、かねてから誘致を進めていた練習帆船「日本丸」の横浜での保存が決定すると、誘致に際し市が作成した「帆船日本丸保存活用基本計画書」に盛り込まれた展示館併設構想が動き始める。設計競技が行われ、日本丸のドックを中心に同心円状に緑地を造り、その半地下に展示館「マリタイムミュージアム（仮称）」を設ける案が採用された。1982年12月、財団法人横浜海洋科学博物館の理事会は「21世紀の『船と港のミュージアム』をめざして」と題して、施設の狭隘・老朽化の制約からドックへの移転の構想を策定しており、日本丸展示館構想と合わさって具体的に進展していく。1983年4月1日には主管局が横浜市経済局から同港湾局に変更となり、同年6月16日の事務局長交替で、本財団法人の事務局長と財団法人帆船日本丸記念財団（以下、日本丸財団）の常任理事・事務局長が兼任となる。1986年から1987年にかけて、「明治・大正・昭和戦前の日本商船」をテーマに客船「に志き丸」、貨客船「照国丸」、貨物船「畿内丸」「赤城山丸」、客船「天洋丸」の船舶模型が制作された。これは従来の展示内容に不足していた分野であるが、新ミュージアムでの展示を前提としたものである。1987年7月25日の理事会で、新ミュージアムは日本丸財団による運営が妥当であり、本財団は適切な時期を以って解散する基本方針が示された。1988年1月28日の理事会では解散事由や残余財産処分、事務局職員は解散の日をもって全員退職し、日本丸財団とする旨、役員も全員解散の日をもって退任し、その一部は日本丸財団の役員になる旨が決まった。本博物館は博物館法上の登録博物館であるが、新ミュージアムは登録博物館としない旨が確認された。1988年7月1日の理事会で、同年9月30日をもって博物館を閉館し、財団を解散することが正式決定した。解散理由として、「開館以来28年近くを経過し、老朽化・狭隘化で新しい時代に即した博物館運営に制約を受けている。1987年に本館で独自に打ち出した将来構想を受け、市が日本丸メモリアルパーク内に横浜マリタイムミュージアムを建設中である。新ミュージアムは日本丸財団が一元的に管理することが最も効率的・経済的であると考えられる。横浜海洋科学博物館の管理運営を主たる目的としてきた本財団は同館閉館をもって使命を終え、基本理念・事業は新ミュージアムに継承される。」旨を発表した。8月の日曜日には、小学生向けの夏休み恒例の催し物であった「紙で船を作ろう」が6年ぶりに開催された。8月31日には、最後の企画展としてこれまで収集した資料を展示する「所蔵品展」が終了。9月30日に、27年9カ月に及ぶ歴史に終止符を打ち閉館した。

### その後
「横浜マリタイムミュージアム」は海洋科学博物館閉館のおよそ半年後、1989年3月25日に、市政100周年・開港130周年を記念して開催された横浜博覧会のパビリオンの一つとしてオープンした。常設展示室2,116m2と特別展示室353m2を合わせた展示面積は、従来の博物館の約3.5倍となった。その新ミュージアムも、開館から20年を経過し展示の老朽化・陳腐化が見られるようになり、2009年に横浜港を中心とした展示に改め「横浜みなと博物館」としてリニューアルオープンした。
かつて横浜海洋科学博物館があった横浜マリンタワー3階は、貸切パーティーなどに利用できる「横浜マリンタワーホール」となった（2019年4月から2022年3月まで、改修工事のため閉館中）。

## 展示内容
ドーナツ状のフロアの外周に沿って時計周りに7区画、中央部の倉庫沿いにも展示コーナーがあり、1961年の開館当初は下記の8区画で展示が行われた。主要展示品のうち7割が船舶模型をはじめとする模型で、2割が電動のものであった。1961年4月ごろの展示品目録には、下記に〔〕内で記すように、出品者が記載されていた。
- エントランス - 『ホワイト・アダーとペガサス』（開館直前の1961年1月13日に、横浜最古の外国商社であるイギリスの〔ジャーディン・マセソン社〕から寄贈された油絵。イギリスの海洋画家ローレンス・キルビーにより、同社の「ホワイト・アダー」と「ペガサス」の2艘の帆船が描かれている。この絵は閉館時まで飾られていた[22]。）
- 第1区「海洋・気象」 - 気象観測装置や海洋観測船、世界の海図、南極観測船「宗谷」、南極の石など
  - 気象測定器（風力・風速・気温、計器実物）〔神奈川県〕
  - 海中の姿および海洋観測船による海中調査法（電動模型、計器実物）〔海上電機〕
  - 海底資源と石油資源開発（電動模型）〔シェル石油〕
  - 世界の海図、宗谷の航跡〔博物館〕
  - 南極観測船「宗谷」模型〔日本鋼管浅野船渠〕
  - 南極の石の実物〔日本海洋少年団〕
- 第2区「水産・漁業」 - 養殖、製塩、延縄や定置網漁法など
  - 海苔の養殖（ジオラマ）〔本牧漁業協同組合〕
  - 真珠の養殖（ジオラマおよびパネル）〔御木本真珠店〕
  - カキの養殖（ジオラマ）〔富岡漁業協同組合〕
  - 潮の干満とケルビン式験潮器（電動模型と験潮器実物）〔博物館、海上保安庁水路部〕
  - 製塩の方法及び塩からの製品（電動模型とパネル）〔日本専売公社〕
  - 定置網漁法模型〔真鶴町漁業協同組合〕
  - 延縄漁法・一本釣漁法の模型と延縄漁具の実物〔神奈川県かつをまぐろ漁業協同組合〕
- 第3区「水産・漁業」 - 捕鯨船、底引網、北洋漁業の蟹工船など〔この展示室は全て大洋漁業による出品〕
  - 流し網漁法・底引漁法の模型
  - キャッチャーボート甲板と捕鯨実況（電動パノラマと捕鯨砲実物）
  - 捕鯨母船「日新丸」、ミール工船模型
  - 漁業に関するパネル
- 第4区「海運」 - 練習船「大成丸」や客船「鎌倉丸」、貨客船「ぶゑのすあいれす丸」などの模型展示
  - 最初の世界一周船「ゴールデン・ハインド」模型〔大矢新次〕
  - 巡洋艦「五十鈴」模型〔浦賀船渠〕
  - 航海練習船「大成丸」模型〔東京商船大学〕
  - 戦前の最大客船「鎌倉丸」模型〔日本郵船〕
  - はしけ（模型）〔共同運輸〕
  - 戦前の移民船「ぶゑのすあいれす丸」模型〔大阪商船〕
  - 原子力船電動模型〔石川島播磨重工業〕
  - 船室（ジオラマおよび電動パノラマ）〔東京汽船〕
- 第5区「航海」 - 操舵機やレーダーなど船橋に関する展示、
  - 実物大船橋と電動パノラマ〔日本船主協会〕
  - 舵取台（実物。以下、本展示室はいずれも実物展示）〔東京機械〕
  - 羅針盤、自動操舵機、火災報知機〔東京計器製造所〕
  - ドッキングテレグラフ、エンジンテレグラフ〔布谷計器製作所〕
  - ジャイロレピーター、レーダー指示器、傾斜計、舵角指示器、主機回転計〔東京計器製造所〕
  - 風向指示器、風速指示器〔海上電機〕
  - 「信濃丸」の号鐘〔博物館〕
- 第6区「造船・船舶」 - 造船所全景模型や舶用エンジン、ドライドック、貨物船や油槽船の模型展示
  - 貨物船「山国丸」模型〔山下汽船〕
  - 貨物船「紅葉山丸」模型〔三井船舶〕
  - 貨物船「ころらど丸」模型〔川崎汽船〕
  - 油槽船「祐邦丸」模型〔飯野海運〕
  - 造船所全景の電動模型〔三菱日本重工業〕
  - ドライドック（電動模型）〔日立造船〕
  - V型舶用ディーゼルエンジン（電動模型）〔三井造船〕
  - フリーピストンエンジン模型〔日本鋼管鶴見造船所〕
- 第7区「港湾」 - パナマ運河やサイロ、小麦荷役機械、浚渫船、横浜港などの模型展示
  - パナマ運河の電動模型〔博物館〕
  - 横浜国営サイロの模型〔石川島播磨重工業〕
  - 撒麦荷役機械の電動模型〔三菱倉庫〕
  - 雑貨荷役機械の電動模型〔日本通運〕
  - 浚渫船模型〔東亜港湾工業〕
  - 横浜市および横浜港の電動模型〔横浜市〕
- 中央区 - 世界の港湾のパノラマ模型や灯台に関する展示
  - ロンドン〔ドッドウェル・アンド・カンパニーリミテッド（英語版）〕
  - 香港〔バターフィールド&スワイヤー社〕
  - 横浜〔マッキノン マッケンジー社 (Inchcape_plc) 〕
  - サンフランシスコ〔アメリカンプレジデントラインズ〕
  - ニューヨーク〔ユナイテッドステイツラインズ（英語版）〕
  - 時差時計（実物5個）〔服部時計店〕
  - 方位盤〔博物館〕
  - 灯台（実物3基）〔燈光会〕
- 講堂の椅子100脚は〔キリンビール〕が寄贈した。

海洋全般から船舶と港湾中心の展示に転換し、1983年には下記の展示区分となっていた。
- エントランス - 『ホワイト・アダーとペガサス』、遊覧船「足柄丸」の錨、灯台レンズ、スクリュープロペラ
- 第1区「水産・漁業」 - 1961年の第2区の展示に加え、マグロ漁船や海洋油田開発
- 第2区（催事場） - 通常時は船の歴史や客船の写真のパネル展示
- 第3区「船舶（海運）」 - コンテナ船「きゃんべら丸」、重量物運搬船「若菊丸」、自動車運搬船「横浜丸」、ばら積み貨物船「昭豪丸」、貨物船「紅葉山丸」「山国丸」、油槽船「祐邦丸」、LPG船「第一えるぴい丸」
- 第4区「船舶」 - 客船「鎌倉丸」関連資料および船室模型、見本市船「さくら丸」、はしけ、蟹工船、深海潜水艇
- 第5区「航海」 - 1961年の第5区の展示のうち号鐘を「さんぢゑご丸」のものに代え、LPG船「豪鷲丸」、貨物船「ころらど丸」、蒙古軍船石碇
- 第6区「船舶」 - 砕氷船「ふじ」、南極観測船「宗谷」、巡視船「そうや」、貨客船「ぶゑのすあいれす丸」、客船「アンドレ・ルボン」（1919年から横浜－マルセイユ間の定期船として使われた）、「咸臨丸」のほか、ドライドックやエンジンの模型、救命具や原子力船構想に関する展示を行った。
- 第7区「港湾」 - 船内荷役や沿岸荷役、小麦荷役機械、「港で働く船」をテーマにした模型や横浜港の模型展示
- 第8区「世界の港」 - 開館当初は中央区と称していたスペースで、灯台に代えてロープの結び方の標本を展示した。

1988年の閉館時点には下記の展示区分となっていた。
- エントランス - 『ホワイト・アダーとペガサス』のほか、1983年時点から灯台レンズが第1区に移され、代わりに60センチ探照灯が展示された。
- 第1区「水産・漁業」 - 1983年時点から海洋油田開発に関する展示が除かれ、1区の灯台レンズと4区の蟹工船模型が移された。
- 第2区（特別展示室） - 船の歴史パネルや第3区から移した「紅葉山丸」のほか、1985年制作の客船「橘丸」、1986年制作の客船「に志き丸」貨物船「畿内丸」の模型、収集した男鹿半島の丸木舟を展示した。
- 第3区「船舶（海運）」 - 1983年時点のうち「第一えるぴい丸」を第6区、「紅葉山丸」を第2区に移し、代わってLPG船「エッソ・フジ」と、1987年制作の客船「天洋丸」、1985年制作の客船「ロイヤル・バイキング・スター (MS_Black_Watch_(1971)) 」の模型を展示した。
- 第4区「船舶」 - 1983年時点のうち蟹工船が第1区に移され、1984年制作のカーフェリー「さっぽろ丸」と1986年制作の貨客船「照国丸」の模型が展示された
- 第5区「航海」 - 1961年の第5区の展示のうち号鐘を「さんぢゑご丸」のものに代え、LPG船「豪鷲丸」、貨物船「ころらど丸」、蒙古軍船石碇
- 第6区「船舶」 - 1983年時点のうち「咸臨丸」を第5区に移し、「第一えるぴい丸」を第3区から移設。ドライドックの模型を除いた。
- 第7区「港湾」 - 1983年時点に同じ
- 第8区「世界の港」 - 1983年時点に同じ

## 学芸活動
映画の上映会は博物館初期において友の会と並ぶ重要な活動と位置づけられ、1961年度から1963年度は月曜から金曜まで午後2回、1964年度から1966年度は火曜・木曜・土曜・日曜の午後に2回。1967年度から1976年7月までは毎週日曜の午後に2回上映された。3年近くの中断をはさみ、1980年度は5月・7月・8月・10月～12月・2月・3月に月1回日曜に2～3回、1981年度以降は原則毎月1回日曜（6月は開港記念日である6月2日）に上映会が開催された。入館料の他に別料金は必要としなかった。
1977年度までは友の会の活動として船の見学会が行われてきたが、上述の通り友の会解散に伴い、船会社の協力を得て1979年から1987年まで年1回、博物館の主催で貨物船の見学会が行われた。1983年から1988年までの各年6月には、埠頭の見学会も実施された。
1981年度から毎年11月後半に、主に成人を対象とした海事講座が開催された。2週連続で、1週目は専門家による総論、2週目は現場経験者による各論という構成で、収容人数の関係から館内の集会室ではなく、横浜市開港記念会館を借りて行われた。
1980年7月に、収蔵庫として使われていた講堂の一部に開架式の図書室を開設。毎年100万円（1983年度～1987年度）の予算での購入のほか、海事関係の図書には非売品のものも多いことから積極的に寄贈を受け入れた。1988年8月末時点での蔵書数は5,342冊。日本十進分類法が採用され、特徴的な分野では(090)郷土資料255冊、(550)海事工学721冊、(556)船舶・艦艇274冊、(557)航海学515冊、(683)海運1,433冊、(683.9)港湾418冊、(900)文学504冊などが挙げられる。検索用図書目録は未整備であったが、館外への蔵書の貸出も行った。
定期刊行物として、1961年11月25日の創刊号から1977年3月25日の176号まで、月刊の「博物館しんぶん」が発行された。タブロイド判2ページ。友の会会員および小学生を対象とした平易な文章で、海洋全般の記事や博物館からのお知らせなどを掲載した。1978年3月25日からはこれに代わり、1988年9月25日の41号まで館報「船と港のはくぶつかん」が発行された。タイトルの通り船舶や港湾、博物館での出来事が記事の中心で、発行頻度は4月・7月・10月・1月の季刊であった。1973年～1975年と1980年～1988年は「横浜港客船入港予定」を発行。館内で無料配布したほか、希望者には郵送で頒布した。このほか、企画展の図録なども発行された。
特別展は1965年に開かれた後やや期間が空いて、1970年からはほぼ毎年特別展や企画展が開催されるようになった。
- 1965年9月14日～9月16日「原子力商船サバンナ号」
- 1970年11月「船の絵はがき展」
- 1971年3月20日～4月30日「コンテナ輸送」
- 1972年7月15日～8月5日「海を安全に」
- 1973年9月9日～9月30日「船の絵はがき展」
- 1973年11月18日～12月2日 写真展「海と港と船」
- 1975年4月27日～5月5日 「クイーン・エリザベス2―世界の客船―」
- 1975年10月1日～10月12日 「世界の船会社と航路―社旗とラベルの珍しいコレクション―」
- 1976年4月14日～5月24日 「船の写真展」
- 1977年4月29日～5月22日 「第2回船の写真展―世界の港と船―」
- 1979年8月5日～9月2日 「ふねのいろいろ展」
- 1980年6月2日～6月15日 「写真で見る横浜港の歩み展」
- 1980年8月4日～8月31日 「ふねのえんとつ展」
- 1981年8月3日～9月6日 「ふねのはた展」
- 1982年11月8日～12月5日 「船の写真展―船の世界―」[33]
- 1983年8月1日～9月4日 「遊覧船―横浜港と芦ノ湖を中心に―」
- 1984年4月22日～6月10日 「帆船・新『日本丸』写真展」
- 1984年6月15日～7月1日 「みなとみらい21ドックパーク（仮称）基本計画設計協議入選作品展」
- 1984年7月30日～9月2日 「東京湾のフェリー」
- 1984年10月14日～12月2日 「国鉄連絡船写真展―川村修コレクション―」
- 1985年6月30日～7月10日 「海図展―海図ができるまで―」
- 1985年7月29日～9月8日 「日本の船玩具」
- 1986年6月22日～7月20日 「海を計る」
- 1986年7月28日～9月16日 「世界の船玩具」
- 1987年7月12日～8月31日 「世界の海図」
- 1987年9月20日～11月8日 「ポスターでみる日本客船の黄金時代」
- 1988年7月31日～8月31日 「所蔵品展―船と港のコレクション―」[34]

## 利用状況
氷川丸や横浜中華街、港の見える丘公園など観光地に近い立地にあり、本館の入館者数も観光客に比例した。1982年8月の調査では、横浜市内の入館者が2割、横浜市を含む神奈川県内約3割、県外7割（そのうち東京都2割）であった。大人（高校生以上）と小人（小中学生）の比率は約4対1であった。1983年から1987年の平均の月別入館者は8月が最も多く、3月、5月、1月がこれに次いだ。12月は少ない傾向にある。年間入館者数は、通年営業初年度の1961年度の79万人がピークで、1966年度には50万人を割り込んだ。その後増減を繰り返し、1975年の40万3千人が底となって、増減を繰り返しつつも増加傾向に転じた。通年営業最終年度である1987年度には58万4千人の入館者があった。閉館1か月前となる1988年8月末までの累計入館者数は、延べ14,229,532人であった。開館時間は、当初は午前9時から午後7時で、1970年度に午前10時開館に変更。1979年度に午後5時30分閉館、1980年度からは午後5時閉館となったが、8月の土曜・日曜に限り午後7時まで開館した。